# Vendelsö-Gudö
Vendelsö-Gudö är en kommundel i Österhaninge distrikt, Haninge kommun på Södertörn i Stockholms län.
Bebyggelsen ingår i sin helhet i tätorten Stockholm. Vendelsö-Gudö är beläget i Haninge kommuns norra tätortsdel, på ömse sidor om Gudöbroleden. Vendelsö-Gudö ansluter i norr mot Drevviken och gränsar i övrigt mot Norrby i väster, Vendelsömalm i söder, Tyresta nationalpark i öster och Tyresö kommun i nordost. Kommundelscentrum är Sågen centrum. Avståndet till Haninge centrum är cirka 5 km. 
Områdena som ingår är Gudö, Vendelsö, Sågen, Lötkärr och Vendelsö gård.